# Europäische Breitwandfilme in CinemaScope
Die Liste führt alle in CinemaScope gedrehten europäischen Breitwandfilme auf.

## Filme
- 1955: König der Wüste (Fortune carrée)
- 1955: Oase
- 1955: Frou-Frou, die Pariserin (Frou-Frou)
- 1955: Das fröhliche Dorf
- 1955: Königswalzer
- 1955: Eine Frau für schwache Stunden (La bella mugnaia)
- 1955: Himmelfahrtskommando (The Cockleshell Heroes)
- 1955: Ja, ja, die Liebe in Tirol
- 1955: Der Kongress tanzt
- 1955: Der Rommel-Schatz (Il tesoro di Rommel)
- 1955: Liebe, Brot und 1000 Küsse (Pane, amore e…)
- 1955: Lola Montez
- 1955: Der Graf von Orly (Milord l’Arsouille)
- 1955: Der Staudamm (La meilleure part)
- 1956: Liebe unter heißem Himmel (Goubbiah, mon amour)
- 1956: Pariser Luft (Cette sacrée gamine)
- 1956: Der König der Safari (Safari)
- 1956: Ein zarter Hals für den Henker (Beatrice Cenci)
- 1956: Neros tolle Nächte (Mio figlio Nerone)
- 1956: Odongo
- 1956: Und immer lockt das Weib (Et Dieu… créa la femme)
- 1956: Gangster, Rauschgift und Blondinen (L’Homme et l’enfant)
- 1956: London ruft Nordpol (Londra chiama Polo Nord)
- 1956: Zarak Khan (Zarak)
- 1956: Der Kurier des Zaren (Michel Strogoff)
- 1956: Der Glöckner von Notre Dame (Notre-Dame de Paris)
- 1956: Die Christel von der Post
- 1956: Ein Schatten auf dem Dach (Je reviendrai à Kandara)
- 1956: Der Sänger von Mexiko (Le Chanteur de Mexico)
- 1957: Väter und Söhne (Padri e figli)
- 1957: Den Mann den keiner kannte (Interpol)
- 1957: Der Mann der sterben muss (Celui qui doit mourir)
- 1957: Spiel mit dem Feuer (Fire Down Below)
- 1957: Spuren in die Vergangenheit (Sait-on jamais…)
- 1957: How to Murder a Rich Uncle
- 1957: Bitter war der Sieg (Amère victoire)
- 1957: Kameraden der Luft (High Flight)
- 1958: Die schwarze Sklavin (Tamango)
- 1958: Thérèse Étienne
- 1958: In ihren Augen ist immer Nacht (Les Bijoutiers du clair de lune)
- 1958: Keine Zeit zu sterben (No Time to Die)
- 1958: Der Mann ohne Nerven (The Man Inside)
- 1959: Idol on Parade
- 1959: Der Bandit von Zhobe (The Bandit of Zhobe)
- 1959: Rivalen unter heißer Sonne (Killers of Kilimanjaro)
- 1959: Babette zieht in den Krieg (Babette s’en va-t-en guerre)
- 1959: Man nannte es den großen Krieg (La grande guerra)
- 1960: Jazz Boat
- 1960: Les Régates de San Francisco
- 1960: Moderato cantabile – Stunden voller Zärtlichkeit
- 1960: In the Nick
- 1960: Die Liebesnächte des Herkules (Gli amori di Ercole)
- 1960: Sappho, Venus von Lesbos (Saffo, Venere di Lesbo)
- 1960: Der Hai der 7 Meere (Morgan il pirata)
- 1961: Die Drohung (La Menace)
- 1961: Der Gauner von Bagdad (Il ladro di Bagdad)
- 1961: In Freiheit dressiert (La Bride sur le cou)
- 1961: Les Moutons de Panurge
- 1961: Alboin, König der Langobarden (Rosmunda e Alboino)
- 1961: Die Mongolen (I mongoli)
- 1961: Aladins Abenteuer (Le meraviglie di Aladino)
- 1961: Der Raub der Sabinerinnen (Il ratto delle Sabine)
- 1961: Romulus und Remus (Romolo e Remo)
- 1962: Alarm auf der Valiant (The Valiant)
- 1962: Sie nennen es Liebe (Douce violence)
- 1962: Maciste, der Rächer der Verdammten (Maciste all’inferno)
- 1962: Der Sohn von Captain Blood (El hijo del capitán Blood)
- 1962: Frauen für die Teufelsinsel (Le prigioniere dell’isola del diavolo)
- 1962: Sohn des Spartacus (Il figlio di Spartacus)
- 1962: Die eiserne Maske (Le Masque de fer)
- 1962: Die Eingeschlossenen von Altona (I sequestrati di Altona)
- 1962: Degenduell (La congiura dei dieci)
- 1962: Der Schatz im Silbersee
- 1962: Pirat der sieben Meere (Il dominatore dei 7 mari)
- 1963: Stunden der Liebe (Le ore dell’amore)
- 1963: Règlements de comptes
- 1963: Das Gold der Caesaren  (Oro per i Cesari)
- 1963: Prostitution (La Prostitution)
- 1963: Ikarie XB 1
- 1963: Die Flußpiraten vom Mississippi
- 1963: Sex mal Sex (Paris erotika)
- 1963: Winnetou 1. Teil
- 1964: Das leichte Geld der Liebe (La Bonne Soupe)
- 1964: Die Diamantenhölle am Mekong
- 1964: Limonaden-Joe (Limonádový Joe aneb Koňská opera)
- 1964: Freddy und das Lied der Prärie
- 1964: Winnetou 2. Teil
- 1964: Unter Geiern
- 1965: Mädchen, die sich verkaufen (L’Amour à la chaîne)
- 1965: Les Deux Orphelines
- 1965: 31 Grad im Schatten (90 Degrees in the Shade)
- 1965: Ganoven rechnen ab (La Métamorphose des cloportes)
- 1965: Ruf der Wälder
- 1965: Gleich wirst du singen Vögelein (Mission spéciale à Caracas)
- 1965: An der Donau, wenn der Wein blüht
- 1965: Dis-moi qui tuer
- 1966: Der große Coup von Casablanca (L’Homme de Marrakech)
- 1966: El Greco